# 台湾鹅掌柴
台湾鹅掌柴（学名：Schefflera taiwaniana）是五加科鹅掌柴属的植物，是台灣的特有植物。分布于台灣本島，生长于海拔2,000米至2,850米的地区，多生于高山上。
因為葉形優美且耐寒，近年來歐美有人繁殖當觀葉植物。曾獲選英國皇家園藝協會AGM。